# Ingeborg (fartyg)
Ingeborg var en udema, en sorts skärgårdsfregatt, som byggdes 1776 på Djurgårdsvarvet i Stockholm. Hon konstruerades och byggdes av Fredrik Henrik af Chapman.

## Tjänstgöringshistoria
Hon deltog i Gustav III:s ryska krig 1788-1790, och deltog bland annat i Första slaget vid Svensksund 1789. Hon gick förlorad vid Slaget vid Svensksund den 9 juli  1790.

## Fartygschefer
- 1790 - Carl Johan Munck af Fulkila[1]